# 오리지날리티 칸앤문
오리지날리티 칸앤문은 대한민국의 락킹 그룹이다.

## 구성원

### 오리지날리티 칸
- 1983년 9월 27일 출생
- 계명대학교, 대경대학
- 2011년 한국 비보이 첼린지 락킹 우승, 준우승
- 2006년 프랑스 힙합댄스 어워드 락킹 준우승
- 2006년 포르투갈 유로배틀 락킹 우승
- 2005년 영국 UK 비보이 챔피언쉽 락킹 부문 준우승
- 2005년 일본 후쿠오카 ready for battle 특별상
- 2003년, 2004년 제 1, 2회 펑크스타일러스배틀 락킹 부문 우승
- 2002년 street jam top of top 락킹 부문 우승

### 오리지날리티 문
- 1984년 2월 2일 출생

## 활동 목록

### 방송
- 코리아 갓 탤런트 2 (2012) - 준우승

### 공연
- 카붐 (2014)

### 광고
- 스마트 - 칸앤문과 깔맞출까? (2012)